# کاسالتو لودیجیانو
کاسالتو لودیجیانو (به ایتالیایی: Casaletto Lodigiano) یک کومونه در ایتالیا است که در استان لودی واقع شده‌است.

## خصوصیات
کاسالتو لودیجیانو ۹٫۹ کیلومترمربع مساحت و ۲٬۲۷۸ نفر جمعیت دارد.